# Рикардо Переира (фудбалер, 1976)
Рикардо Алешандре Мартинс Соарес Переира (порт. Ricardo Alexandre Martins Soares Pereira; Монтижо, 11. фебруар 1976) некадашњи је професионални португалски фудбалер који је током каријере играо на позицији голмана.
Највећи део професионалне каријере провео је играјући за португалске клубове Боависту и Спортинг, а у иностранству је играо за екипе Бетиса и лестер Ситија. Као играч Боависте освојио је титулу првака Португалије у сезони 2000/01.
За сениорску репрезентацију Португала дебитовао је 2. јуна 2001. против селекције Ирске. За репрезентацију је играо седам година, у периоду 2001−2008. одигравши укупно 79 утакмица. Учествовао је на два светска првенства (2002. и 2006) и на два европска првенства (2004. и 2008), а на првенству у Португалији 2004. освојио је друго место. Проглашен је за најбољег голмана светског првенства 2006. године. 